# Найбандан
Национален парк Найбандан е най-големият национален парк в Иран. Той обхваща площ от 15 000 km2 и е обявен за такъв през 2001 г. Намира се в остана Язд като най-близкото селище е Найбанд, който е разположен в самия национален парк. Тук живеят и се размножават много диви животни характерни за фауната на Иран - газели доркас, муфлони, диви кози, диви зайци, хиени, персийски леопарди, вълци и гепарди. Тук живеят най-голям брой ирански гепарди.